# Список професорів-істориків ЛНУ імені І.Франка
В статті наведено перелік професорів-істориків Львівського Національного Університету імені Івана Франка.
|    | Прізвище та імя | Короткі біографічні дані | Вчене звання і рік присвоєння вченого ступіня |
| -- | --- | --- | --------------------------------------------- |
| 1  | Антоній Малецький | Народився 16 липня 1821, Об'єзєже, Німецька імперія. У 1841 році закінчив гімназію св. Марії Магдалини в Познані і вступив на навчання в Берлінський університет. Від 1856 року — звичайний професор на кафедрі польської мови і літератури Львівського університету, також викладав історію. Від 1864 року був членом австрійської Шкільної ради (нім. Unterichtsrat) у Відні. Співорганізатор і член галицької Шкільної крайової ради. У 1872—1873 роках був ректором Львівського університету. У 1873—1893 роках — співвидавець серії «Monumenta Poloniae Historica» (Пам'ятки історії Польщі). Помер 7 жовтня 1912 року, Львів, Королівство Галичини та Володимирії, Австро-Угорщина. | Професор (з 1856).                            |
| 2  | Ксаверій Ліске | Народився 18 жовтня 1838 року Шльонсково, Німецька імперія. У травні 1860 р. вступив до Вроцлавського університету, де студіював філософію, філологію та історію. У 1868 р. за сприянням проф. Львівського університету Антонія Малецького переїхав до Львова. З січня 1869 р. працював у «Бернардинському архіві» над виданням документів цього архіву під назвою «Akta grodzkie i ziemskie». Паралельно працював у Львівському університеті де в 1869 р. став приват-доцентом всесвітньої історії, 30 листопада 1871 року професором. Протягом 1876—1877 навчального року займав посаду декана філософського факультету, а у 1879—1880 навчальному році — ректора університету. Помер 27 лютого 1891 року Львів, Королівство Галичини та Володимирії, Австро-Угорщина. | Професор (з 1871).                            |
| 3  | Шараневич Ізидор | Народився 16 лютого 1829 Козара, Королівство Галичини та Володимирії, Австрія. У 1848-1850 роках вивчав філософію і теологію у Львівському університеті, також був студентом Віденського університету. У 1864 захистив докторат у Львівському університеті ( дисертація Kritische Blicke in die Geschichte der Karpathenvölker im Alterthume und im Mittealter ). У 1871-1873 рр. був доцентом кафедри історії Австрії цього університету, з 1873 р. - професором і завідувачем кафедри історії Австрії. Викладав у Львівському університеті до 1899 р., двічі був деканом філософського факультету. Був також членом екзаменаційної комісії вчителів середніх і реальних шкіл. З 1882 р. обраний старшим Ставропігійного інституту у Львові, а 1889 р. заснував Археологічний музей, де збирав українські пам’ятки, особливо церковне мистецтво. Помер 3 грудня 1901 року Львів, Королівство Галичини та Володимирії, Австро-Угорщина. | Професор (з 1873).                            |
| 4  | Броніслав Дембінський | Народився 14 серпня 1858 Мала Коможа, Німецька імперія. Вивчав історію в університетах Берліна та Вроцлава . Під керівництвом Якоба Каро він підготував свою докторську дисертацію Die Beschickung des Tridentinums durch Polen und die Frage vom Nationalconcil , захищену у Вроцлавському університеті в 1883 році. Роки 1885–1886 він провів у Римі , займаючись архівними дослідженнями. У 1886 році він захистив дисертацію «Вибір Пія IV». Став доцентом кафедри загальної історії Ягеллонського університету. У 1892 р. став професором Львівського університету; завдяки підтримці Міхала Бобжинського він очолив кафедру загальної історії та директор історичного семінару. Читав лекції з історії папства в XVI - XVII ст., історії Європи XVI-XVII ст., міжнародних відносин Польщі. У 1897 р. він був призначений ординарним професором, працював деканом філософського факультету (1898/1899), ректором (1907/1908) і проректором (1908/1909). Помер 23 листопада 1939, Познань, Польща. | Професор (з 1892).                            |
| 5  | Ян Антоневич-Болоз | Народився 3 травня 1858 року в Скоморохи, Королівство Галичини та Володимирії, Австрія. Навчався у Краківському університеті (1876–1880, спочатку правничі науки, які невдовзі їх покинув на користь вивчення філології, в основному германістики і романістики). На подальше навчання виїхав до Вроцлавського університету (1880—1882), а далі Мюнхенського університету (1884—1986), де працював під керівництвом Карла Вайнгольда, Конрада Гоффмана і Міхаеля Бернайса. Для докторської дисертації була запропонована тема дослідження: «Die Entstehung des Schillerschen Demetrius». Коли в 1892 році у Львівському університеті було утворено кафедру історії мистецтва, очолив її в 1893 році як понадштатний професор. В той же час він став реставратором пам'ятників середньовічного та сучасного мистецтв, в 1897 р. членом-кореспондентом Академії Знань, у 1898 р. звичайним професором. Організував при своїй кафедрі Інститут Історії Мистецтва, який забезпечував протягом багатьох років багатим науковим апаратом, фаховою бібліотекою, репродукціями, фотографіями і діапозитивами. Працював керівником кафедри історії новітнього мистецтва Львівського університету (1893–1922) і директором Інституту історії мистецтва (1894–1922). Помер 29 вересня 1922 року Бад-Ельстер, Веймарська республіка.                                                                      | Професор (з 1893).                            |
| 6  | Міхал Бобжинський | Народився 30 вересня 1849 Краків, Королівство Галичини та Володимирії, Австро-Угорщина. Навчався на юридичному факультеті Ягеллонського університету , який закінчив зі ступенем доктора (1872). У 1872 році він захистив докторську дисертацію, а через рік отримав абілітацію на основі дисертації, присвяченої Нешавському стату Казимира Ягеллончика. У 1874 році він навчався в Берліні, а потім у Страсбурзі, де працював під керівництвом романіста Рудольфа Зома над історією німецького права. З 1877 р. — професор, з 1879 р. — ординарний професор історії польського та німецького права Ягеллонського університету. З 1902 р. професор політичного права Ягеллонського університету. З 1893 р. став почесним професором історії польського та німецького права Львівського університету. Помер 3 липня 1935 року у селі Лопухувко, Польща. | Професор (з 1893).                            |
| 7  | Михайло Грушевський | Народився 29 вересня 1866 року Холм, Царство Польське, Російська імперія. У липні 1886 року Грушевський написав письмове звернення до ректора Київського університету Св. Володимира з проханням зарахувати його на історичне відділення історико-філологічного факультету. В університеті Михайло Грушевський працював під керівництвом Володимира Антоновича. За його керівництва, Грушевський написав чимало невеликих історичних есе, зокрема, статтю «Южно-русские господарские замки в половине XVI века» (1887), що була опублікована різними газетами й журналами. На третьому курсі Грушевський написав наукову роботу «История Киевской земли от смерти Ярослава до конца XIV века», яку 1891 року було відзначено золотою медаллю. Протягом 1890–1894 років — професорський стипендіат Університету Св. Володимира. У цей час Грушевський їздив у наукові подорожі до Москви та Варшави, аби працювати у місцевих архівах. У травні 1894 захистив магістерську дисертацію «Барское староство. Исторические очерки». Помер 26 листопада 1934 року Кисловодськ, РСФРР, СРСР. | Професор (з 1894).                            |
| 8  | Людовік Фінкель | Народився 20 березня 1858 році Бурштин, Королівство Галичини та Володимирії, Австрія. Від 1877 до 1881 року вивчав історію, філософію та історію літератури у Львівському університеті. У 1882 році здобув ступінь доктора філософії. Вдосконалював знання в університетах Берліна і Парижа у 1882—1884 роках. Деякий час працював у львівських архівах, а від 1885 року працював у Вищій сільськогосподарській школі в Дублянах викладачем новітньої історії Польщі. Від 1892 року до 1930 року пов'язана діяльність з Львівським університетом. У 1918 р. очолив кафедру новітньої історії, якою керував до кінця життя. Помер 24 жовтня 1930 року, Львів, Польща. | Професор (з 1899).                            |
| 9  | Освальд Бальцер | Народився 23 січня 1858 року Ходорів, Королівство Галичини та Володимирії, Австрія. У 1879 році вступив на правничий факультет Львівського університету. У 1885 році Бальцер здобув посаду приват-доцента, у 1887 році — звання звичайного професора правничого факультету Львівського університету, де пропрацював до 1933 року, а також у 1895—1896 роках був його ректором. Від 1888 року він член Краківської Академії знань. Крім того, у 1891–1894 роках виконував обов'язки редактора журналу «Історичний Квартальник». У 1891 році став директором крайового архіву земських і муніципальних законів у Львові. Від 1901 року засновник і довголітній голова Товариства підтримки польської науки (1920 року було реорганізоване у); дійсний член НТШ (1926) і багатьох інших наукових асоціацій. Досліджував державний і адміністративний устрій Польщі доби середньовіччя, історію давнього права слов'ян. У праці «Генеалогія П'ястів» подав чимало відомостей про династичні шлюби польських князів і королів з Рюриковичами. На високому науковому рівні здійснив публікації юридичних пам'яток вірменських колоній Західної України і книги кримінальних справ Сяноцького гродського суду за 1554—1638 — цінного джерела про опришківський рух у Надсянні та Лемківщині. Помер 11 січня 1933 року, Львів, Польща.                                                                | Професор (з 1903).                            |
| 10 | Карел Гадачек | Народився 24 січня 1873 року Грабовець, Королівство Галичини та Володимирії, Австрія. У 1893—1897 роках вивчав класичну філологію та польську літературу в Львівському університеті під керівництвом Людвіка Цвіклінського. 1903 році у Львівському університеті захистив дисертацію на габілітацію і став професором кафедри класичної археології та передісторії; у той самий час він очолював Відділ археологічного музею. У 1905 році призначений ад'юнкт-професором і став директором відділу класичної археології та передісторії в університеті Львова. Помер 20 грудня 1914 року Львів, Королівство Галичини та Володимирії, Австрія. | Професор (з 1903).                            |
| 11 | Станіслав Вітковський | Народився 2 березня 1866 року Андрихів, Королівство Галичини та Володимирії, Австрія. Закінчив з відзнакою гімназію в Вадовіце, в 1887 році вступив до Ягеллонського університету, де вивчав класичну і слов'янську філологію. Потім навчався також в Берлінському і Геттінгенському університетах. У 1893 році отримав ступінь доктора філології Ягеллонського університету. Викладав стародавні мови в гімназіях. У 1898 році захистив габілітацію в Львівському університеті. У 1902 році отримав ступінь екстраординарного професора, в 1905 році — ординарного. Цікавився папірологією, елліністикою, польсько-латинською літературою, історією Стародавнього Риму. Помер 2 жовтня 1950 року Варшаві, ПНР. | Професор (з 1905).                            |
| 12 | Шимон Аскеназі | Народився 28 грудня 1865 Завіхості, Царство Польське, Російська імперія. У 1887 році закінчив право в Імператорському Варшавському університеті, а потім історію в Геттінгенському університеті , де в 1894 отримав ступінь доктора на основі дисертації Die letzte polnische Koenigswahl (Останні вибори короля у Польщі) під керівництвом професора Макса Лемана. У 1897 р. Аскеназі отримав диплом у Львівському університеті на основі дисертації «Польсько-прусський союз»., який розпочав свою наукову діяльність, обійнявши посади: доцента (1898 р.), професора (1906 р.). Формально він працював професором до листопада 1919 р. (хоча залишався у відпустці з 1914 р.), очолюючи на той час кафедру новітньої історії Польщі. Протягом багатьох років викладацької праці, зосередженої насамперед на політичних, міжнародних і дипломатичних питаннях Польщі XVIII і XIX століття, він згуртував навколо себе багато студентів. Помер 22 червня 1935 Варшава, Польща. | Професор (з 1906).                            |
| 13 | Станіслав Закжевський | Народився 13 грудня 1873 року Варшава, Царство Польське, Російська імперія. Закінчив Ягеллонський університет. Здобув докторський ступінь 1900 р в Ягеллонському університеті, де був доцентом кафедри допоміжних наук історії. У 1906 році став професором і завідувачем кафедри історії Польщі Львівського університету. До кінця життя очолював Науковий комітет Товариства вивчення історії оборони Львова. Автор багатьох праць з середньовічної історії. Помер 15 березня 1936 року, Львів, Польща. | Професор (з 1906).                            |
| 14 | Ян Птасьнік | Народився 15 січня 1876 року Міклюшовиці, Королівство Галичини та Володимирії, Австро-Угорщина. 1897—1901 навчався на правничому та філософському факультетах Краківського університету. 1901—07 вчителював у гімназіях Кракова та Перемишля. 1903 захистив докторську дисертацію на тему: «Pierwszy Boner, czyli początek magnackiej rodziny w Polsce w wieku XVI» в Краківському університеті. Від 1918 — член-кореспондент, від 1929 — дійсний член АН у Кракові. Був членом Наукового товариства у Львові, Польського історичного товариства, Товариства польських бібліотекарів та ін. Від 1920 — професор Львівського університету, керівник кафедри історії середніх віків. Від 1923 — головний редактор часопису «Kwartalnik Historyczny». Помер 22 лютого 1930, Львів, Польща. | Професор (з 1910).                            |
| 15 | Домбковський Пшемислав Боніфаційович | Народився 23 лютого 1877 року, Львів, Королівство Галичини та Володимирії, Австро-Угорщина. У 1894 році з відзнакою закінчив гімназію і вступив на юридичний факультет (виділ права) Львівського університету. У грудні 1900 року захистив у Львівському університеті докторську працю й отримав ступінь доктора права (17 грудня). У літньому семестрі 1906 доручено Пшемислав Домбковському читати курс лекцій з історії польського приватного права. З 1907 по 1908 роки Пшемислав Домбковський відбув наукове стажування в Парижі, у Паризькому університеті. Помер 17 грудня 1950 Львів, УРСР. | Професор (з 1910).                            |
| 16 | Ян Чекановський | Народився 10 жовтня 1882 року Глухув, Царство Польське, Російська імперія. Закінчив університет в Цюриху, Швейцарія. В 1906 році отримав доктора наук. Працював в Берлінському музеї з 1906 до 1910 року. Учасник експедиції до Африки герцога Мекленбургского. Освоїв знання з африканістики. Вивчав народи Конго. З 1911 до 1913 року працював в Музеї антропології в Петербурзі. З 1913 року професор антропології в Львівському університеті. В 1934 році призначений на посаду ректора Львівського університету. Помер 20 липня 1965 Щецин, ПНР. | Професор (з 1913).                            |
| 17 | Александер Семкович | Народився 7 лютого 1850 року Львів, Королівство Галичини та Володимирії, Австрія. У 1875 році захистив докторську працю. У 1874-1876 роках — суплент (заступник учителя) у Львівській гімназії імені Франца Йозефа. Серед його праць, зокрема, «Krytyczny rozbiór „Dziejów polskich“ Jana Długosza do roku 1384 (1887)». Помер 2 квітня 1923 року Львів, Польща. | Професор (з 1916).                            |
| 18 | Владислав Подляха | Народився 4 грудня 1875 року Белянах, Королівство Галичини та Володимирії, Австро-Угорщина. У 1895–1899 роках вивчав історію мистецтв у Львівському та Ягеллонському університетах (1899–1900). У 1909 р. він отримав ступінь доктора, а в 1916 р. — габілітацію. У 1919 р. — професор, у 1922 р. — ординарний професор. Займався історією середньовічного та нового мистецтва. Помер 20 грудня 1951 Вроцлав, ПНР. | Професор (з 1919).                            |
| 19 | Францішек Буяк | Народився 16 серпня 1875 Машканіце, Королівство Галичини та Володимирії, Австро-Угорщина. Закінчив гуманістичні студії (історичні, географічно-історичні та юридичні) у 1894–1900 роках у Ягеллонському університеті. У 1899 році він отримав ступінь доктора історії географії, після чого звернув свої дослідження та наукові інтереси до соціальної та економічної історії. У 1901–1902 роках він завершив додаткові навчання в Лейпцигу , Римі та Генуї. Тоді він був асистентом Ягеллонського університету, бібліотекарем Ягеллонської бібліотеки та архівістом Національного архіву міських і земельних книг у Кракові. У 1905 році він захистив дисертацію « Дослідження про заселення Малопольщі» в Ягеллонському університеті. Це була перша стаття з економічної історії в історії польської науки. З 1905 по 1919 рр. він проводив заняття в цій галузі в Ягеллонському університеті, створивши перший навчально-дослідницький центр економічної історії. З 1920/1921 навчального року він перейшов до Львівського університету Яна Казимира , де був професором і завідувачем кафедри соціальної та економічної історії. Під час радянської окупації Львова (1939–1941) він читав лекції з економічної історії у Львівському університеті, перейменованому на Університет ім. Івана Франка. Помер 21 березня 1953 року Краків, ПНР.                                               | Професор (з 1921).                            |
| 20 | Констянтин Владзімеж Хілінський | Народився 14 жовтня 1881 року Жмеринка, Російська імперія. У 1903 році закінчив історичний факультет Петербурзького державного університету. У 1909 р. отримав диплом 1-го ступеня ( габілітацію ) з історії та звання доцента . У 1910 році в Петербурзі він абілітувався, став професором стародавньої історії і викладачем Царського Вищого жіночого педагогічного інституту. Тим часом з вересня 1921 р. він був завідувачем кафедри стародавньої історії Львівського університету Яна Казимира , куди переїхав назавжди у 1923 р. До кінця життя був пов’язаний із цим університетом. Помер 5 лютого 1939 року Львів, Польща. | Професор (з 1921).                            |
| 21 | Леон Козловський | Народився 6 червня 1892 року, Рембешиці, Царство Польське, Російська імперія. Навчався у Краківському університеті. Навесні 1920 року габілітувався як професор «передісторії» Ягеллонського університету. У 1921-39, крім 1931—1935 — професор Львівського університету Яна Казимира. Помер 11 травня 1944 Берлін, Третій Рейх. | Професор (з 1921).                            |
| 22 | Едмунд Буланда | Народився 28 жовтня 1882 року Краків, Королівство Галичини та Володимирії, Австро-Угорщина. У 1902 році закінчив молодшу школу Анни у Кракові, потім у 1903—1907 роках навчався на філософському факультеті Ягеллонського університету, де у 1908 році здобув докторський ступінь. У 1907—1913 роках подорожував до Відня, Берліна, Мюнхена, Флоренції, Риму, Сицилії, Греції та Малої Азії, працюючи в місцевих музеях та брав участь у розкопках. У Ягеллонівському університеті в 1913 році був побудований в класичній археології. З 1 грудня 1916 по 1920 роки був доцентом Львівського університету, потім — професором. Брав участь в обороні Львова під час польсько-української війни як член громадянської гвардії. Був обраний деканом гуманітарного факультету (двічі), а в 1933 р. Ректором польського університету Яна Казимира у Львові. Помер 3 квітня 1951 Вроцлав, ПНР. | Професор (з 1922).                            |
| 23 | Модельський Теофіл-Еміль | Народився 16 листопада 1881 року Львів, Королівство Галичини та Володимирії, Австро-Угорщина. Навчався у Львівському університеті, де 1909 здобув докторат. У 1917 став доцентом кафедри всесвітньої історії середніх віків і австрійської історії, водночас продовжив працю в архівах і гімназіях. Під час німецької окупації залишався у Львові, викладав у таємному польському університеті. Досліджував проблеми медієвістики з позитивістських позицій, спираючись на історичні джерела, зокрема питання історії Польщі, національних меншин у Речі Посполитій, балканських країн. Окрему працю присвятив історіографії польсько-українського прикордоння в Середньовіччі («Sprawa pogranicza polsko-ruskiego w badaniach ruskich», 1925). Публікував документи, бібліографічні твори. Помер 5 березня 1967 року Краків, ПНР. | Професор (з 1924).                            |
| 24 | Фішер Адам | Народився 7 червня 1889 року Перемишль, Королівство Галичини та Володимирії, Австро-Угорщина. Професор Університету Яна Казимира у Львові в 1924–1939 роках. Представник культурно-історичної школи, автор ряду праць у галузі фольклору , народної творчості , монографій слов'янських народів та біографій польських етнографів. Помер 22 грудня 1943 року Львів, Польща. | Професор (з 1924).                            |
| 25 | Владислав Козіцький | Помер 29 жовтня 1879 року Львів, Королівство Галичини та Володимирії, Австро-Угорщина. Вивчав право та філософію у Львівському університеті . У 1905 р. отримав ступінь доктора історії мистецтва (у Яна Болоза-Антоневича на основі праці « Про мученицьку смерть св. Стефана »). У 1922 році він отримав там свою габілітацію . У 1926 році, будучи професором, він змінив Болоза Антонєвича на посаді керівника кафедри новітньої історії мистецтва на гуманітарному факультеті. Львівського університету Яна Казимира. Помер 12 січня 1936 року, Львів, Польща. | Професор (з 1926).                            |
| 26 | Мирон Кордуба | Народився 2 березня 1876 року, Острув, Королівство Галичини та Володимирії, Австро-Угорщина. Був прийнятий до Львівського університету 1893 року на факультет філософії. З 1894 року слухав лекції Михайла Грушевського й потрапив до невеликого числа його справжніх учнів. У 1895–1896 роках навчався у Відні, що тоді був відомим центром вивчення світової історії. Тут пише дисертацію «Історія і відносини в Галицькому князівстві XIII ст.». 18 квітня 1898 року здобув у Віденському університеті звання доктора філософії. З січня 1929 р. по вересень 1939 р. професор історії України гуманітарного факультету Варшавського університету (спочатку приват-доцент, з лютого 1934 р. доцент , з вересня 1937 р. – ординарний професор ). Помер 2 травня 1947 року Львів, УРСР. | Професор (з 1929).                            |
| 27 | Болеслав Росінський | Народився 1 липня 1884 року Варшава, Царство Польське, Російська імперія. У 1907 році закінчив духовну семінарію у Варшаві і був висвячений на священика. Продовжив освіту, вивчаючи антропологію в Мюнхенському університеті , у Вільному польському університеті та у Львівському університеті . Своє останнє навчання він закінчив у 1921 році зі ступенем доктора філософії під керівництвом проф. Ян Чекановський за працю Антропологічна характеристика населення Пултуського повіту . У 1921-1939 рр. — науковий співробітник антропологічного та етнологічного відділу Львівського університету, спочатку старший асистент, з 1926 р. доцент, а з 1934 р. — титулярний професор. Помер 20 листопада 1964 року Варшава, ПНР. | Професор (з 1934).                            |
| 28 | Людвік Колянковський | Народився 21 червня 1882 року Надвірна, Королівство Галичини та Володимирії, Австро-Угорщина. Кандидатська дисертація: "Кандидатура Яна Альбрехта Гогенцоллерна на єпископство Плоцька 1522–1523 рр." Докторська дисертація: "Зигмунт Август, великий князь литовський до 1548 року." З 1936 року оридинарний професор Львівського університету Яна-Казимира. Помер 19 березня 1956 року Торунь, ПНР. | Професор (з 1936).                            |
| 29 | Мечислав Ґембарович | Народився 17 грудня 1893 року в Ярославі, Королівство Галичини та Володимирії, Австро-Угорщина. У 1912 почав навчатися на факультеті філософії Львівського університету на двох відділах: загальна історія та історія мистецтва 1928 — захистив дисертацію у Львівському університеті, отримавши ступінь ад'юнкт-професора історії мистецтв. 1936 — був призначений професором гуманітарного факультету Львівського університету. Помер 2 вересня 1984 року Львів, УРСР. | Професор (з 1936).                            |
| 30 | Мантейфель Єжи | Народився 3 березня 1900 року, Таунагі, Російська імперія. Після закінчення війни вступив на навчання до Варшавського університету. В 1925 році захистив докторську дисертація, отримав стипендію завдяки якій навчався в Берліні та Парижі. Отримав стипендію французького уряду і навчався в Оксфорді та Британському музеї. В 1930-1936 рр. викладав у Варшаві. Доцент класичної філології в Люблінському університеті. В 1937 році отримав призначення у Львівський університет де став професором. Помер 14 січня 1954 року Варшава, ПНР. | Професор (з 1937).                            |
| 31 | Чеслав Нанке | Народився 13 вересня 1883 року Кросно, Королівство Галичини та Володимирії, Австро-Угорщина. 1902—1906 вивчав право, історію та географію у Львівському університеті. У лютому 1907 захистив докторську дисертацію на тему: «Szlachta wołyńska wobec Konstytucji 3 Maja» (керівник — професор Б.Дембіньський). 1925—1939 — викладач Львівського університету (від 1938 — професор). Помер 26 червня 1950 року, Краків, ПНР. | Професор (з 1938).                            |
| 32 | Казимир Маєвський | Народився 25 березня 1903 року Бережани, Королівство Галичини та Володимирії, Австро-Угорщина. Закінчив Львівський університет, працював у ньому до вересня 1939 на кафедрі археології. У 1930-ті рр. провів археологічні розкопки на Балканах, в Італії та Франції, досліджував культуру античної доби. 1939—1941 — професор, завідувач кафедри історії Стародавнього світу Львівського університету і старший науковий співробітник Львівського відділення Інституту археології АН УРСР. Помер 27 липня 1981 року Варшава, ПНР. | Професор (з 1939).                            |
| 33 | Пастернак Ярослав | Народився 2 січня 1892 року Хирів, Королівство Галичини та Володимирії, Австро-Угорщина. У 1910–1914 рр. студіював класичну філологію та археологію на філософському факультеті Львівського університету. У 1922–1925 рр. продовжував археологічні студії в Карловому університеті Праги у всесвітньовідомого славіста Любора Нідерле, працював на кафедрі археології Українського вільного університету (УВУ). Захистив дисертацію «Руські Карпати в археології» і 26 березня 1926 р. одержав звання доктора філософії. Найважливіші розкопки провів на терені княжого Галича (1934—1941), де відкрив Успенський собор з саркофагом Ярослава Осмомисла. В 1935 р. габілітувався на доцента УВУ в Празі, в 1936–1939 рр. та 1942–1944 рр. був професором греко-католицької Богословської Академії у Львові, в 1939–1941 рр. — професором і завідувачем кафедри археології Львівського університету. У 1940–1941 рр. — старшим науковим співробітником Львівського відділу Інституту археології АН УРСР. Помер 22 листопада 1969 року Торонто, Канада. | Професор (з 1939).                            |
| 34 | Колесса Філарет Михайлович | Народився 17 липня 1871 року в Татарське , Королівство Галичини та Володимирії, Австро-Угорщина. У 1891—1892 навчався у Віденському університеті, зокрема прослухав курс лекцій з гармонії в Антона Брукнера. У 1896 році закінчив Львівський університет. у 1922 — 1924 рр. викладав українську словесність в Українському таємному університеті у Львові. Під час приєднання Західної України до УРСР був обраний у жовтні 1939 депутатом Народних Зборів Західної України, у 1947 — депутатом Верховної Ради СРСР. 3 1939 — професор Львівського університету, директор державного музею етнографії у Львові (з 1940), керівник львівського відділу Інституту мистецтвознавства, фольклору і етнографії Академії Наук УРСР (з 1940). Учасник міжнародних конгресів фольклористів, музикознавців і філологів. Помер 3 березня 1947 року Львів, УРСР. | Професор (з 1939).                            |
| 35 | Іван Крипякевич | Народився 25 червня 1866 року Львів, Королівство Галичини та Володимирії, Австро-Угорщина. У 1904—1909 роках навчався на філософському факультеті Львівського університету. 1911 року захистив докторську дисертацію та тему «Козаччина і Баторієві вольності», і незабаром був обраний дійсним членом НТШ. У 1918—1919 роках — приват-доцент Кам'янець-Подільського державного українського університету, але хвороба на тиф так і не дала змоги зайняти цю посаду. У 1921—1924 роках — професор Львівського (таємного) Українського Університету (секретар сенату університету), в 1934—39 рр. викладав історію України в Богословській Академії у Львові (нині Український католицький університет (УКУ)), тісно співпрацював з Науковим Товариством ім. Т. Шевченка (від 1920-го був секретарем історичної секції, 1924 редагував «Записки НТШ», від 1934 — голова історичної секції). У 1920—1930-х роках вів широку національно-громадську роботу. В 1921—22 працював у Комітеті охорони військових могил, який займався пошуком і впорядкуванням українських стрілецьких могил у Галичині, в 1923—1925 брав участь у роботі туристично-краєзнавчого товариства «Плай», співпрацював з журналом «Політика» (1925—1926). Від жовтня 1939 року Крип'якевич — завідувач кафедри історії України, професор (від 1941 року) Львівського університету. Помер 21 квітня 1967 року Львів, УРСР. | Професор (з 1941).                            |
| 36 | Бродський Роман Михайлович | Народився 31 липня 1907 року Миколаїв, Російської імперії. В 1938 році закінчив Ленінградський інститут. З 1945 року працював в ЛНУ на кафедрі історії країн Сходу, згодом на кафедрі нової і новітньої історії. Доктор історичних наук з 1966 року, професор з 1967. Помер 1 лютого 1992 року Львів, Україна. | Професор (з 1967).                            |
| 37 | Народився 14 грудня 1904 року Катеринослав, Російська імперія. Від 1946 року доцент кафедри вітчизняної історії Львівського університету. Досліджував історію України, зокрема Галичини 16-19, російсько-українськими зв'язками 1 половині 19 ст. Помер 14 березня 1991 року Київ, УРСР. | Професор (з 1967). |                                               |
| 38 | Кравець Микола Миколайович | Народився 24 листопада 1928 року Бабичі, Польща. У вересні 1946 р М. Кравець вирушив на Волинь продовжувати здобувати освіту на історичному факультеті Луцького вчительського інституту, який закінчив з відзнакою у липні 1948 р. Після двох років навчання в аспірантурі, замість визначених трьох, захистив у 1954 р. кандидатську дисертацію і один рік працював старшим викладачем на історичному факультеті Станіславського педагогічного інституту(нині Прикарпатського національного університету). У 1958 р. повернувся у Львівський університет, в якому очолив кафедру історії України. Ґрунтовий підхід до науки зрештою вилився у написанні 1965 р. докторської дисертації «Селянство Східної Галичини та Північної Буковини в другій половині XIX ст.». У 1969 р. йому було присвоєно вчене звання професора. Помер 20 липня 2011 Вінниця, Україна. | Професор (з 1968).                            |
| 39 | Ґроссман Юрій Миронович | Народився 5 грудня 1919 року Андижан, Узбекистані. В 1942 році закінчив Московський історико-архівний інститут. У 1955 році отримав вчене звання доцента. В 1968 році захистив докторську дисертацію. У 1971 році став завідувачем кафедри історії стародавнього світу і середніх віків. Помер 8 листопада 2003 року Ньюарк, Ню-Йорк, США. | Професор (з 1970).                            |
| 40 | Вейцківський Іван | Народився 12 березня 1900 року Черкаси, Російська імперія. В 1932 році закінчив Педагогічний інститут в місті Енгельсі. В 1934–1937 роках навчався в аспірантурі в Московському інституті історії, філософії та літератури. В 1937 році в Московському університеті захистив кандидатську дисертацію «Повстання рабів в Італії та Сицилії у ІІ—І ст. до н. е.». З 1944 року викладав у Львівському університеті. В 1949–1971 роках — завідувач кафедри історії стародавнього світу Львівського університету, від 1971 року — її професор. У 1960 році у Львові захистив докторську дисертацію «Західне Середземномор'я у ІІІ ст. до н. е. (До історії міжнародних відносин в античному світі. 282–219 рр. до н. е.)». Монографія «Зовнішня політика країн Західного Середземномор'я в 264–219 роках до н. е.» була високо оцінена науковою громадськістю. Вейцківський — автор багатьох наукових праць, низки статей в УРЕ та інших наукових виданнях. Помер 2 листопада 1977 року Львів, УРСР. | Професор (з 1971).                            |
| 41 | Похилевич Дмитро Леонідович | Народився 22 жовтня 1897 року Водотиї, Російська імперія. У 1929—1933 роках — аспірант при Всеукраїнській Академії Наук у Києві та Харкові, водночас перебував на адміністративно-науковій роботі. 1942 року захистив дисертацію на тему: «Аграрна реформа Сигізмунда Августа в історичній літературі» на отримання наукового ступіню кандидата історичних наук. Від листопада 1945 року до кінця життя працював Львівському університеті як завідувач кафедри історії середніх віків (до 1949), доцент кафедри історії Стародавнього світу і середніх віків (1949—1952), завідувач кафедри історії південних та західних слов'ян (1952—1973), професор цієї ж кафедри (1973—1974). 1951 року захистив дисертацію на тему: «Державні селяни західних воєводств Великого князівства Литовського в 16–18 ст.» на отримання наукового ступіню доктора історичних наук. Помер 29 серпня 1974 року Львів, УРСР. | Професор (з 1973).                            |
| 42 | Кісь Ярослав Павлович | Народився 1 вересня 1918 Підмихайлівці, Королівство Галичини та Володимирії, Австро-Угорщина. В 1939—1948 рр. навчався на історичному факультеті Львівського університету. Після закінчення у 1948 році Львівського університету, все подальше життя в ньому працював, з 1970 — професор кафедри історії УРСР. Досліджував історію Львова та України XII—XIX ст., проблеми методології історичної науки. Помер 31 серпня 1986 року Львів, УРСР. | Професор (з 1971).                            |
| 43 | Гошко Юрій Григорович | Народився 28 квітня 1917 року Старичі, Королівство Галичини та Володимирії, Австро-Угорщина. Після війни навчався на історичному факультеті Львівського педагогічного інституту, який закінчив 1947 року. У 1958 році захистив кандидатську дисертацію. У 1970 році захистив докторську дисертацію, основою якої стала монографія «Громадський побут робітників Західної України (1920—1939 років)». У 1960-х роках вивчав проблематику етнографічного карпатознавства (монографія «Населення українських Карпат XV—XVIII століть: Заселення. Міграції. Побут.»; 1976). Помер 23 вересня 2004 року Львів, Україна. | Професор (з 1979).                            |
| 44 | Народився 22 лютого 1922 року Добрянка, УРСР. Закінчив Львівський університет 1946 року. Працював: 1971–72 – завідувачем кафедри історії СРСР, 1980–92 – професором цієї ж кафедри, 1992–93 – професором кафедри історії та етнографії України. Помер 31 січня 1999 Львів, Україна. | Професор (з 1982). |                                               |
| 45 | Чугайов Володимир Петрович | Народився 24 липня 1922 року Камянець-Подільський, УРСР. У 1945—1950 роках — студент факультету міжнародних відносин Київського державного університету імені Шевченка, а в 1956 році закінчив аспірантуру при Академії суспільних наук ЦК КПРС. У 1951—1954 роках — викладач Львівського політехнічного інституту. У 1981—1990 роках — ректор Львівського державного університету імені Івана Франка. У 1981—1990 роках — завідувач кафедри нової та новітньої історії Львівського державного університету імені Івана Франка. У 1990—1997 роках — професор кафедри нової та новітньої історії Львівського державного університету імені Івана Франка. Помер 5 січня 2000 року Львів, Україна. | Професор (з 1983).                            |
| 46 | Макарчук Степан Арсентійович | Народився 3 січня 1930 року Дуліби, Польща. 1956 закінчив історичний факультет Львівського університету. з 1973 — у Львівському університеті (нині Львівський національний університет імені Івана Франка): зав. кафедри історії СРСР, зав. кафедри історії України; 1976-1994 — декан історичного факультету. Помер 2 грудня 2014 року, Львів Україна. | Професор (з 1987).                            |
| 47 | Пелещишин Микола Андрійович | Народився 19 грудня 1933 року, Кобильниця Руська, Польща. У 1952—1957 роках навчався на історичному факультеті Львівського державного університету імені І. Франка. У 1971—1989 роках М. А. Пелещишин працював на посаді доцента кафедри Історії стародавнього світу і середніх віків. У 1989 році М. Пелещишин успішно захистив дисертацію на тему «Стародавнє населення Західної Волині та його етнокультурні зв'язки (— ІІІ тис. до н. е.)». Роботу виконано на здобуття ступеня доктора історичних наук у галузі археології. Успішний захист дисертації відбувся в Інституті археології АН УРСР (м. Київ). Упродовж 1989—1999 років М. Пелещишин обіймав посаду завідувача кафедри археології, античності і середньовіччя Львівського національного університету імені І. Франка. Помер 15 липня 1999 року Львів, Україна. | Професор (з 1990).                            |
| 48 | Кондратюк Костянтин Костянтинович | Народився 5 травня 1944 року в Нападівці, УРСР. Закінчив Львівський університет у 1968. У 1975 р. захистив кандидатську дисертацію на тему “Діяльність профспілок УРСР в 1966-1970 рр.”, У 1991 р. – докторську дисертацію “Профспілки України у перше повоєнне десятиліття (1945-1955 рр.)” У 1984-1990 рр. – завідувач кафедри історії СРСР. У 1991-1994 рр. – професор кафедри історії та етнографії України. У 1995-2010 рр. – завідувач кафедри новітньої історії України. | Професор (з 1992).                            |
| 49 | Крикун Микола Григорович | Народився 9 травня 1932 року Житомир, УРСР. У 1959—1963 роках навчався в аспірантурі Львівського університету на кафедрі історії південних і західних слов'ян (науковий керівник — професор, доктор історичних наук Дмитро Похилевич). 1965 року у Львівському університеті захистив кандидатську дисертацію «Народонаселення Подільського воєводства в XVII—XVIII століттях (1629—1776)». | Професор (з 1994).                            |
| 50 | Трофимович Володимир Васильович | У 1966-1971 рр. навчався на історичному факультеті Львівського державного університету ім. Івана Франка. У 1978 р. захистив кандидатську дисертацію. У 1972-1988 рр. - асистент, доцент, а з 1991-1999 рр. - доцент, професор Львівського державного (національного) університету ім. І. Франка. Головний редактор "Наукових записок" Національного університету "Острозька академія" (серія "Історичні науки") та "Військово-наукового вісника" Національної академії сухопутних військ ім. гетьмана П. Сагайдачного. Заслужений працівник освіти України (2008 р.) Нагороджений відзнакою Міністерства оборони України "Медаль за сприяння Збройним силам України" (12.05.2021 р.) | Професор (з 1995).                            |
| 51 | Швагуляк Михайло Миколайович | Народився 1936 року у Дідилів, Польща. 1960 — закінчив історичний факультет Львівського університету ім. І.Франка. 1969 — захистив кандидатську дисертацію на тему «Боротьба робітничого класу Німеччини на захист своїх соціальних і політичних прав в роки відносної стабілізації капіталізму» (керівник — проф. М. Ф. Лебович). 1984 — захистив докторську дисертацію на тему «Україна в експансіоністських планах німецького фашизму (1933–1939)». 1996-2008 — завідувач кафедри історії нового та новітнього часу Львівського університету. | Професор (з 1996).                            |
| 52 | Народився 20 серпня 1945 року Нижня Липиця, УРСР. У 1971 році закінчив Львівський університет. 1998-2002 професор кафедри історичного краєзнавства. Від 2002 року завідувач кафедри європейської інтеграції та права. Наукові дослідження: історія українських політичних рухів і державності, проблеми національної безпеки у контексті світу і європейської інтеграції України, історичне краєзнавство. Помер 14 грудня 2006 року Львів, УРСР. | Професор (з 1998). |                                               |
| 53 | Заяць Андрій Євгенович | Народився 1958 року Зборів, УРСР. В 1982—1987 роках навчався на історичному факультеті ЛНУ. В 1994 році поїхав на стажування в Польщу. Того ж року захистив кандидатську дисертацію. Тема: “Урбанізаційний процес на Волині у XVI-I пол. XVII ст.” наук.керівник проф. Інкін В.Ф. У 2019 році захистив докторську дисертацію. Тема: Міське суспільство Волині XVI – першої половини XVII ст. наук. керівник проф. Крикун М.Г | Професор (з 1999).                            |
| 54 | Зашкільняк Леонід Опанасович | Народився 25 серпня 1949 року у Львові, УРСР. Закінчив історичний факультет Львівського університету імені Франка у 1971 році. У 1971—1974 аспірант кафедри історії південних і західних слов'ян Львівського університету. Здобув звання кандидата історичних наук 1975 року за дисертацією «Боротьба Польської робітничої партії проти реакції за встановлення і зміцнення народно-демократичного ладу в Польщі (1944—1948 роки)». Стажувався на історичному факультеті Московського університету у 1979 році, в Інституті історії Варшавського університету у 1974, 1989 і 1995 роках, Інституті історії Люблінського університету М. Кюрі-Склодовської у 1995 році, Центрально-Європейському університеті в Будапешті 1996 року. У 1993 році захистив докторську «»Польська історіографія 40-60-х років XX ст. (питання організації і методології)». | Професор (з 2000).                            |
| 55 | Голубко Віктор Євстафійович | Народився 1964 року Підліски, УРСР. У 1981—1986 рр. навчався на історичному факультеті Львівського університету. У 1986—1998 працював у Державному університеті «Львівська політехніка» на посаді асистента, у 1998—2000 рр. — на посаді доцента. У 1991 році захистив кандидатську дисертацію на тему «Участь військ Південно-Західного, 8-ї армії Румунського фронтів та Чорноморського флоту у революційних подіях в Україні (березень 1917 — березень 1918 року)». У 1999 році захистив докторську дисертацію на тему «Військове будівництво в Україні періоду Центральної Ради». | Професор (з 2000).                            |
| 56 | Ситник Олександр Степанович | Народився 25 вересня 1952 року Будьки, УРСР. 1975 року закінчив Київський університет. Від 1992 року науковий співробітник, від 2004 року — завідувач відділу археології Інституту українознавства імені Івана Крип'якевича НАН України. Професор Львівського і Ряшівського (Жешівського) університетів. Захистив докторську дисертацію на тему «Середній палеоліт Поділля». Спеціаліст у галузі палеоліту. | Професор (з 2004).                            |
| 57 | Качараба Степан Петрович | Народився 9 січня 1958 року Молотів, УРСР. У 1979—1980 роках навчався на підготовчому відділенні, а у 1980—1985 — на історичному факультеті Львівського університету імені Івана Франка. Степан Качараба у 1990 році захистив кандидатську дисертацію на тему «Трудова еміграція із Східної Галичини і Північної Буковини наприкінці XIX — на початку ХХ ст.». У 2003 році захистив докторську дисертацію «Еміграція з Західної України». З 1990 року Степан Качараба доцент кафедри історії та етнографії України Львівського університету імені Івана Франка. У 1991—1995 роках — заступник декана історичного факультету, з 1998 року — завідувач кафедри історичного краєзнавства, з 1 липня 2008 року — завідувач кафедри нової та новітньої історії. | Професор (з 2004).                            |
| 58 | Капраль Мирон Миколайович | Народився 29 березня 1968 року Млинська, УРСР. Закінчив Львівський державний університету ім. І. Франка у 1994 р. У 1996 р. захистив дисертацію на здобуття наукового ступеня кандидата історичних наук на тему «Фінансові книги Львова другої чверті XVI ст. як джерело дослідження історичної демографії та соціотопографії» (керівник — проф., д.і.н. Я. Дашкевич). 2000—2003 рр. навчався у докторантурі Львівського університету ім. І.Франка, після закінчення якої успішно захистив дисертацію на тему «Національні громади Львова XVI—XVIII ст. (соціально-правові взаємини)». Захист докторської дисертації за опублікованою монографією відбувся у лютому 2004 р. в Інституті українознавства ім. І. Крип'якевича НАН України. | Професор (з 2004).                            |
| 59 | Сухий Олексій Миколайович | Народився 29 березня 1957 році у Новики, УРСР. У 1986 р. захистив кандидатську дисертацію “Вплив російського революційного руху на суспільно-політичне життя Східної Галичини (1900-1914)” (науковий керівник – проф. С. А. Макарчук). З 1989 р. – доцент кафедри історії та етнографії України. У 2004 р. в Інституті українознавства ім. І. Крип’якевича НАН України захистив докторську дисертацію “Російський чинник у громадській думці та суспільно-політичному житті галицьких українців ХІХ – початку ХХ ст.” | Професор (з 2005).                            |
| 60 | Глушко Михайло Степанович | Народився 5 листопада 1955 року Грабовець, УРСР 1973–1978 — навчання на історичному факультеті Ужгородського державного університету 1989 — захистив кандидатську дисертацію на тему «Сухопутні засоби транспорту українців Карпат другої половини XIX — початку XX ст. (Особливості і розвиток)» (керівник — проф. Ю. Гошко) 2004 р. — докторська дисертація на тему «Генезис тваринного запрягу в Україні (культурно-історична проблема)» (наук. консультант — проф. Р. Ф. Кирчів). | Професор (з 2005).                            |
| 61 | Шуст Роман Мар'янович | Народився 17 січня 1959 року у місті Судова Вишня, УРСР. Протягом 1977–1982 років навчався на історичному факультеті Львівського університету. У 1988 році захистив кандидатську дисертацію на тему «Грошове господарство південно-східних воєводств Речі Посполитої (XVI-перша половина XVII ст.)». З 1994 до лютого 2019 — декан історичного факультету Львівського університету, з 1995 року — водночас завідувач кафедри давньої історії України та спеціальних історичних дисциплін. | Професор (з 2010).                            |
| 62 | Берест Роман Ярославович | Народився 9 травня 1957 року у Радехові, УРСР. Із відзнакою закінчив історичний факультет Львівського державного університету ім. Івана Франка (1988 р.). Упродовж 1991—1994 рр. навчався в аспірантурі Львівського університету. 1995 р. захистив дисертацію на здобуття вченого ступеня кандидата історичних наук (тема: "Профспілковий рух на західноукраїнських землях у міжвоєнний період (1921—1939 рр.) В 2012 р. захистив дисертаційне дослідження на здобуття вченого ступеня доктора історичних наук (тема: «Середньовічні монастирі Галичини (житло і побут)». 2015 року отримав вчене звання професор кафедри соціально-гуманітарних дисциплін Львівського інституту економіки і туризму. | Професор (з 2015).                            |
| 63 | Сілецький Роман Броніславович | Народився 1961 року у Львові, УРСР. Впродовж 1978-1983 рр. навчався на історичному факультеті Львівського університету ім. Івана Франка. У 1991 р. захистив кандидатську дисертацію на тему “Сільське поселення та садиба в українських Карпатах у XIX – на початку ХХ ст.” (керівник – проф. Ю. Г. Гошко). З 1997 р. – доцент, з 2016 р. – професор, а з 2001 р. – завідувач кафедри етнології Львівського університету. У 2000–2004 рр. – заступник декана з навчально-виховної роботи історичного факультету Львівського університету. У 2012 р. захистив докторську дисертацію на тему “Традиційна будівельна обрядовість українців” (наук. консультант – проф. С. А. Макарчук). | Професор (з 2016).                            |
| 64 | Чура Василь Іванович | Народився 23 червня 1968 року у Дубровиці, УРСР. З 1985 по 1990 роки навчався на історичному факультету Львівського університету. У березні 2008 році захистив кандидатську дисертацію на тему «Участь робітників Львова у національно-демократичному русі середини 80-х — початку 90-х рр. XX ст.» У липні 2014 року захистив докторську дисертацію на тему «Розпад радянського ладу в західних областях УРСР на зламі 80 — 90-х років XX сторіччя». | Професор (з 2016).                            |
| 65 | Галайчук Володимир Васильович | Народився 29 січня 1973 року Кременець, УРСР З 2005 — доцент кафедри етнології історичного факультету Львівського національного університету імені Івана Франка. У 2021 захистив докторську дисертацію на здобуття наукового ступеня доктора історичних наук зі спеціальності 07.00.05 – етнологія на тему: «Традиційні демонологічні уявлення українців про домашніх духів». | Професор (з 2022).                            |